# Barbut d'Anchieta
El barbut d'Anchieta (Stactolaema anchietae) és una espècie d'ocell de la família dels líbids (Lybiidae).

Habita la sabana miombo d'Angola, sud, sud-est i est de la República Democràtica del Congo i oest i nord de Zàmbia.